# Thông trắng Mexico
Thông trắng Mexico (danh pháp hai phần: Pinus ayacahuite, với tên gọi trong tiếng Tây Ban Nha là ayacahuite; thuộc họ Pinaceae) là một loài thông bản địa của các dãy núi ở miền nam México và miền tây Trung Mỹ, trong dãy núi Sierra Madre del Sur và rìa phía đông của Eje Volcánico Transversal, trong khoảng 14° tới 21° vĩ bắc tại các bang Guerrero, Oaxaca, Puebla, Veracruz, Chiapas của México, cũng như tại Guatemala, El Salvador và Honduras. Nó sinh sống trong khu vực tương đối ẩm với mưa nhiều về mùa hè, tuy nhiên các quần thể ở rìa phía đông và nam sinh sống trong khu vực thực sự ẩm ướt; nó cần nhiều nắng và đất có khả năng thoát nước tốt. Nhiệt độ thích hợp dao động trong khoảng 10-19 °C trung bình năm. Nó thích hợp với khí hậu cận nhiệt đới và khí hậu mát.
Là loài cây thân gỗ lớn, nó có thể cao tới 30–45 m và đôi khi tới 50 m. Nó là thành viên của nhóm thông trắng (phân chi Strobus) của chi Pinus, nên giống như mọi thành viên của nhóm này, các lá kim của nó mọc thành chùm (bó) gồm 5 lá, với vỏ bao sớm rụng. Các lá kim này có răng cưa mịn, dài 9–16 cm. Các nón dài và mảnh dẻ, chiều dài 15–40 cm và chiều rộng 4–6 cm (khi chưa mở), và 6–10 cm (khi mở) với các vảy mỏng và mềm dẻo. Các hạt nhỏ, dài 6–8 mm và có cánh mảnh dẻ dài 18–25 mm.
Nó tương đối dễ bị gỉ sét phồng rộp thông trắng (Cronartium ribicola) tấn công, nhưng trong gieo trồng thì người ta đã thấy rằng nó ít bị tấn công hơn phần lớn các loài thông trắng Bắc Mỹ khác, ví dụ thông trắng miền tây (P. monticola) và thông Lamberta (P. lambertiana).

## Gieo trồng và sử dụng
Nó được trồng với mục đích tạo cảnh quan lẫn cho mục đích công nghiệp (sản xuất giấy) tại một số khu vực trên thế giới:
Tại khu vực xích đạo và nhiệt đới- Sản xuất thương mại: Trên các cao độ lớn ở Kenya, Tanzania và Angola.
Tại khu vực ôn đới và cận nhiệt đới- Sản xuất thương mại: Được trồng trên các cao nguyên ở Nam Phi. Trên các cao độ cao nhất ở miền nam Brasil. Miền bắc Ấn Độ.
Tại khu vực ôn đới ở các vĩ độ trung bình và thấp: Các tỉnh Salta, Tucuman và Cordoba của Argentina; ở độ cao 500 tới 1.500 m trên mực nước biển.
Tại các cao độ thấp gần mực nước biển: Sản xuất thương mại: Australia (Queensland và New South Wales), New Zealand.
Với mục đích tạo cảnh quan: Trồng thành công tại quần đảo Anh.
Mặc dù có nguồn gốc nhiệt đới (khu vực phân bố tự nhiên nằm hoàn toàn ở phía nam chí tuyến Bắc), nhưng nó lại chịu lạnh khá tốt, có thể sống sót ở nhiệt độ xuống tới gần -30 °C trong gieo trồng tại Scotland và Pennsylvania (Hoa Kỳ). Nó được trồng làm cảnh trong các công viên vì có tán lá đẹp và các nón rất dài.
Gỗ của thông trắng Mexico có giá trị, dùng trong các công việc xây dựng trong nhà.